# Gerersdorf (Burgoberbach)
Gerersdorf ist ein Gemeindeteil der Gemeinde Burgoberbach im Landkreis Ansbach (Mittelfranken, Bayern). Gerersdorf liegt in der Gemarkung Dierersdorf.

## Geografie
Durch das Dorf fließt der Hesselbach, ein linker Zufluss der Altmühl. Im Osten liegen die Flurgebiete Fuchsenloch und Im Kreuth, 0,5 km nordöstlich Greuth, 0,5 km nordwestlich In der Röthelgasse. Die Staatsstraße 2221 führt nach Niederoberbach (1,2 km südlich) bzw. nach Burgoberbach (1,5 km nördlich). Gemeindeverbindungsstraßen führen nach Dierersdorf (0,6 km westlich) und nach Niederoberbach (0,7 km südlich).

## Geschichte
Der Ort lag im Fraischbezirk des Oberamtes Ansbach. Gegen Ende des 18. Jahrhunderts gab es in Gerersdorf sechs Untertansfamilien, die allesamt ansbachisch waren. Von 1797 bis 1808 unterstand der Ort dem Justiz- und Kammeramt Ansbach.
Im Rahmen des Gemeindeedikts wurde Gerersdorf dem 1808 gebildeten Steuerdistrikt Burgoberbach und der wenig später gegründeten Ruralgemeinde Burgoberbach zugeordnet. Mit dem Zweiten Gemeindeedikt (1818) wurde Gerersdorf in die neu gebildete Ruralgemeinde Dierersdorf umgemeindet. Spätestens 1846 wurden Dierersdorf und Gerersdorf nach Neuses eingemeindet. Am 1. Januar 1972 wurde diese im Zuge der Gebietsreform in Bayern nach Burgoberbach eingemeindet.

### Baudenkmäler
- ehemalige Wassermühle[10]
- Scheune[10]

### Einwohnerentwicklung
| Jahr      | 001818 | 001840 | 001861 | 001871 | 001885 | 001900 | 001925 | 001950 | 001961 | 001970 | 001987 |
| Einwohner | 36     | 57     | 61     | 57     | 81     | 56     | 62     | 71     | 69     | 67     | 67     |
| Häuser    | 9      | 10     |        |        | 15     | 14     | 8      | 8      | 13     |        | 15     |
| Quelle    | [ 12 ] | [ 8 ]  | [ 13 ] | [ 14 ] | [ 15 ] | [ 16 ] | [ 17 ] | [ 18 ] | [ 19 ] | [ 20 ] | [ 1 ]  |

## Religion
Der Ort ist seit der Reformation evangelisch-lutherisch geprägt und bis heute nach Sommersdorf gepfarrt. Die Einwohner römisch-katholischer Konfession sind nach St. Nikolaus (Burgoberbach) gepfarrt.